# Weathersfield (Vermont)
Weathersfield – miasto w Stanach Zjednoczonych, w stanie Vermont, w hrabstwie Windsor.